# Сарканд (река)
Сарканд — река в Аксуском и Саркандском районах Жетысуской области Казахстана, правый приток Аксу. Длина реки — 90 км. Площадь водосборного бассейна — 704 км². Расход воды у города Сарканд — 9,15 м³/с.
Начинается из ледника на склонах Джунгарского Алатау (горы Саркандтау) на высоте 3400 м. В верховьях течёт по горам на север и северо-запад, у города Сарканд выходит на равнину. Далее направляется на северо-запад мимо населённых пунктов Бирлик и Кенжыра. Течёт по долине шириной до 1500 м между берегов высотой 3,5 — 4 м. Впадает в Аксу справа на высоте 525,4 м над уровнем моря.
Питается преимущественно водами ледников (35 — 40 %) и грунтовыми водами (45 — 50 %), на атмосферные осадки приходится 10 — 15 % воды.
На реке случаются сели. В верховьях Сарканда есть ледники общей площадью 65,1 км².
Основные притоки — Жельдыкарасай (лв.), Саркард (лв.), Киикбай (лв.), Талдыбулак (пр.), Карасарык (лв.), Акшиганак (пр.).